# 殷国茂
殷国茂（1932年1月29日—），山东龙口人，轧管工艺与设备专家，中国工程院院士，成都无缝钢管厂高级工程师，曾任总工程师、厂长。

## 履历[1]
- 1953年，毕业于大连工学院。
- 1995年，当选中国工程院院士。